# Les Angles-sur-Corrèze
Pour les articles homonymes, voir Les Angles.
Les Angles-sur-Corrèze (Los Angles de Corresa en occitan) sont une commune française située dans le département de la Corrèze en région Nouvelle-Aquitaine.

## Géographie
La commune est limitée au nord et à l'ouest par la Corrèze.

### Communes limitrophes

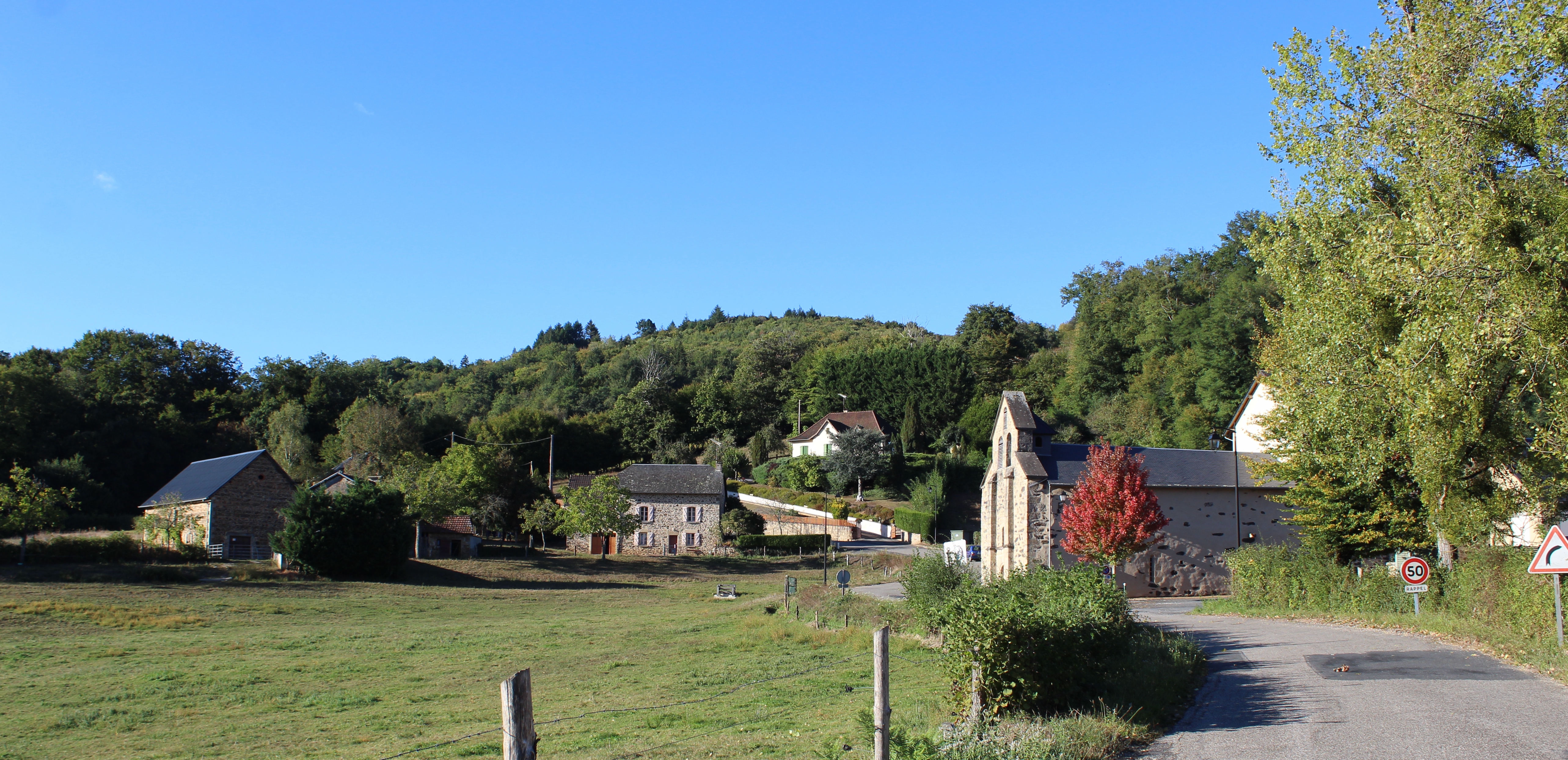
Panorama du village.

Les communes limitrophes sont  Bar, Gimel-les-Cascades et Naves.
| Naves et Bar | Bar                         | Bar et Gimel les Cascades |
| Naves        | Angles-sur-Corrèze          | Gimel les Cascades        |
| Naves        | Gimel les Cascades et Naves | Gimel les Cascades        |

### Climat
Pour des articles plus généraux, voir Climat de la Nouvelle-Aquitaine et Climat de la Corrèze.
Historiquement, la commune est exposée à un climat montagnard.  
En 2020, Météo-France publie une typologie des climats de la France métropolitaine dans laquelle la commune est exposée à un climat de montagne et est dans la région climatique  Ouest et nord-ouest du Massif Central, caractérisée par une pluviométrie annuelle de 900 à 1 500 mm, maximale en automne et en hiver.
Pour la période 1971-2000, la température annuelle moyenne est de 11,6 °C, avec  une amplitude thermique annuelle de 15,4 °C. Le cumul annuel moyen de précipitations est de 1 172 mm, avec 12,7 jours de précipitations en janvier et 7,8 jours en juillet. Pour la période 1991-2020, la température moyenne annuelle observée sur la station météorologique la plus proche, située sur la commune de Tulle à 5 km à vol d'oiseau, est de 12,1 °C et le cumul annuel moyen de précipitations est de 1 236,1 mm,. Pour l'avenir, les paramètres climatiques de la commune estimés pour 2050 selon différents scénarios d’émission de gaz à effet de serre sont consultables sur un site dédié publié par Météo-France en novembre 2022.

## Urbanisme

### Typologie
Au 1er janvier 2024, Les Angles-sur-Corrèze sont catégorisés commune rurale à habitat très dispersé, selon la nouvelle grille communale de densité à 7 niveaux définie par l'Insee en 2022.
Elle est située hors unité urbaine. Par ailleurs la commune fait partie de l'aire d'attraction de Tulle, dont elle est une commune de la couronne,. Cette aire, qui regroupe 43 communes, est catégorisée dans les aires de moins de 50 000 habitants,.

### Occupation des sols
L'occupation des sols de la commune, telle qu'elle ressort de la base de données européenne d’occupation biophysique des sols Corine Land Cover (CLC), est marquée par l'importance des forêts et milieux semi-naturels (52,9 % en 2018), en diminution par rapport à 1990 (58,8 %). La répartition détaillée en 2018 est la suivante : 
forêts (52,9 %), prairies (37,4 %), zones industrielles ou commerciales et réseaux de communication (5,3 %), zones agricoles hétérogènes (4,4 %).
L'évolution de l’occupation des sols de la commune et de ses infrastructures peut être observée sur les différentes représentations cartographiques du territoire : la carte de Cassini (XVIIIe siècle), la carte d'état-major (1820-1866) et les cartes ou photos aériennes de l'IGN pour la période actuelle (1950 à aujourd'hui).

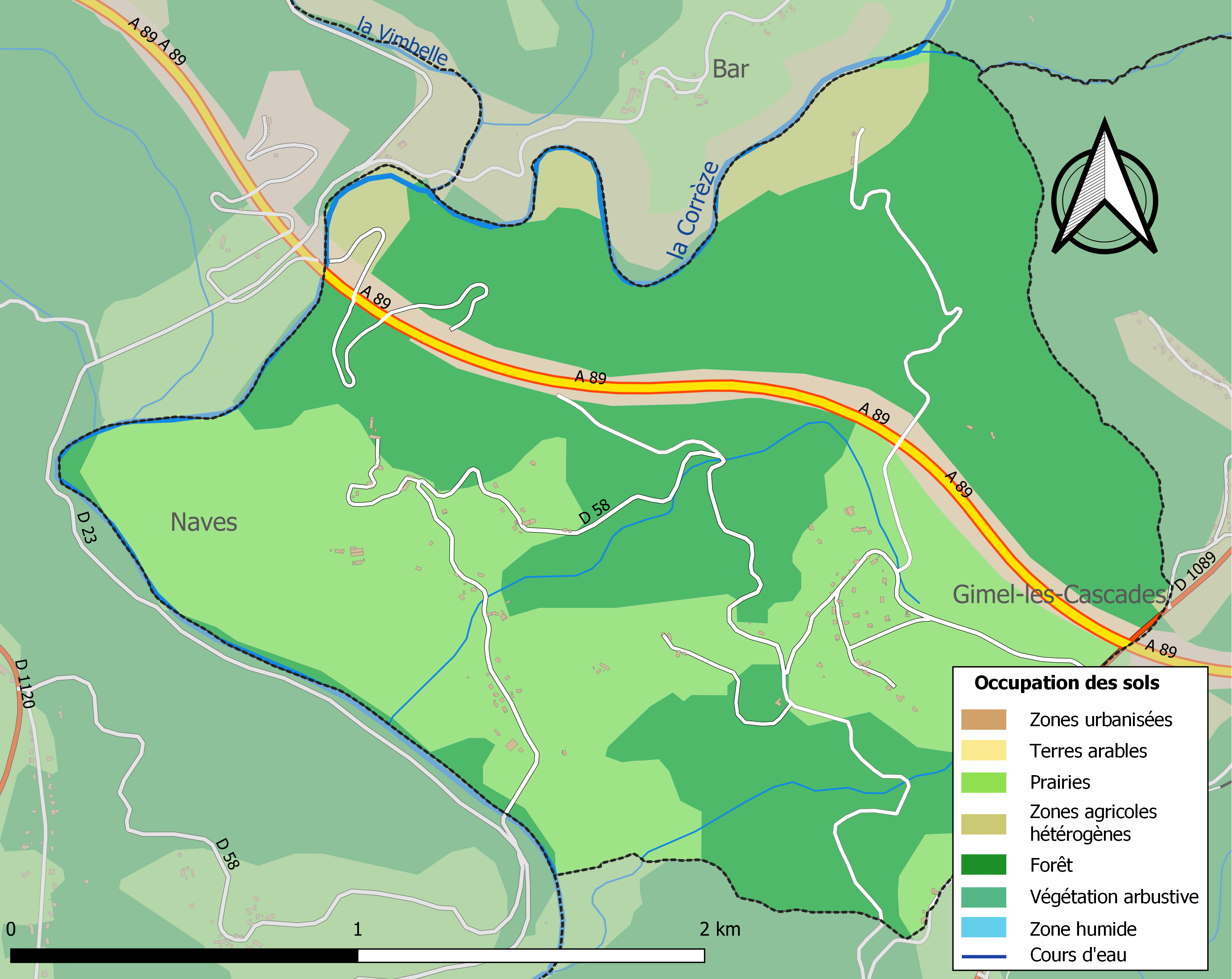
Carte des infrastructures et de l'occupation des sols de la commune en 2018 (CLC).

### Risques majeurs
Le territoire de la commune des Angles-sur-Corrèze est vulnérable à différents aléas naturels : météorologiques (tempête, orage, neige, grand froid, canicule ou sécheresse), inondations, feux de forêts et séisme (sismicité très faible). Il est également exposé à un risque technologique,  le transport de matières dangereuses, et à un risque particulier : le risque de radon. Un site publié par le BRGM permet d'évaluer simplement et rapidement les risques d'un bien localisé soit par son adresse soit par le numéro de sa parcelle.

#### Risques naturels
Certaines parties du territoire communal sont susceptibles d’être affectées par le risque d’inondation par débordement de cours d'eau, notamment la Corrèze et la Vimbelle. La commune a été reconnue en état de catastrophe naturelle au titre des dommages causés par les inondations et coulées de boue survenues en 1982, 1999 et 2001,. Le risque inondation est pris en compte dans l'aménagement du territoire de la commune par le biais du plan de prévention des risques (PPR) inondation « Corrèze amont », approuvé le 9 octobre 2006. 

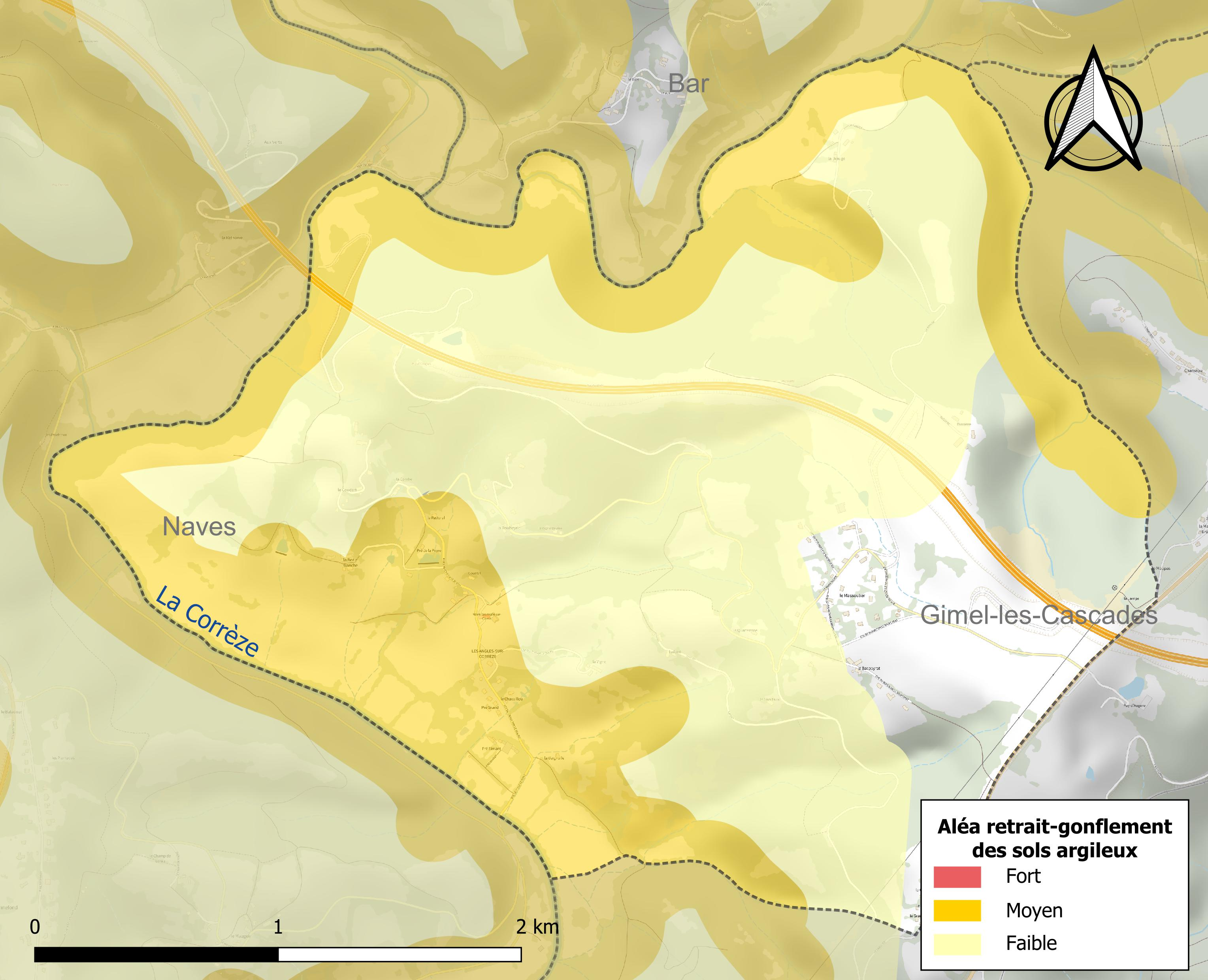
Carte des zones d'aléa retrait-gonflement des sols argileux des Angles-sur-Corrèze.

Le retrait-gonflement des sols argileux est susceptible d'engendrer des dommages importants aux bâtiments en cas d’alternance de périodes de sécheresse et de pluie. 35,1 % de la superficie communale est en aléa moyen ou fort (26,8 % au niveau départemental et 48,5 % au niveau national). Sur les 65 bâtiments dénombrés sur la commune en 2019,  17 sont en aléa moyen ou fort, soit 26 %, à comparer aux 36 % au niveau départemental et 54 % au niveau national. Une cartographie de l'exposition du territoire national au retrait gonflement des sols argileux est disponible sur le site du BRGM,.
Concernant les feux de forêt, aucun plan de prévention des risques incendie de forêt (PPRIF) n’a été établi en Corrèze, néanmoins le code de l’urbanisme impose la prise en compte des risques dans les documents d’urbanisme. Le périmètre des servitudes d'utilité publique et des zones d'obligation légale de débroussaillement pour les particuliers est quant à lui défini pour la commune dans une carte dédiée. 
Concernant les mouvements de terrains, la commune a été reconnue en état de catastrophe naturelle au titre des dommages causés par des mouvements de terrain en 1999.

#### Risques technologiques
Le risque de transport de matières dangereuses sur la commune est lié à sa traversée par une route à fort trafic et une canalisation de transport d'hydrocarbures. Un accident se produisant sur de telles infrastructures est susceptible d’avoir des effets graves sur les biens, les personnes ou l'environnement, selon la nature du matériau transporté. Des dispositions d’urbanisme peuvent être préconisées en conséquence.

#### Risque particulier
Dans plusieurs parties du territoire national, le radon, accumulé dans certains logements ou autres locaux, peut constituer une source significative d’exposition de la population aux rayonnements ionisants. Certaines communes du département sont concernées par le risque radon à un niveau plus ou moins élevé. Selon la classification de 2018, la commune des Angles-sur-Corrèze est classée en zone 2, à savoir zone à potentiel radon faible mais sur lesquelles des facteurs géologiques particuliers peuvent faciliter le transfert du radon vers les bâtiments. 

## Toponymie
La localité apparaît dans les chartes en 1404, sous la forme Anguli. Son nom fait référence à la forme du village en coin pointu (comme le coin servant à fendre du bois).

## Histoire
À partir du Ve siècle av. J.-C., les Gaulois lémovices exploitèrent une mine d'or dans la commune actuelle, au lieu-dit Puy des Angles, au sein du district minier de Saint-Yrieix-la-Perche. L’exploitation de ces mines a été arrêtée après la conquête romaine.
La mine du Puy des Angles est une de celles que les archéologues ont pu fouiller de la manière la plus complète. Une quinzaine d’aurifères ont été exploitées au Puy des Angles à l’époque de La Tène (du milieu du IIIe au milieu du IIe siècle av. J.-C.). La présence de haldes imposantes avait donné lieu à des interprétations du site comme tumulus préhistoriques ou comme mottes castrales. Avant la mise en exploitation, les Gaulois ont pratiqué une soixantaine de sondages exploratoires qui leur ont permis de déceler l’orientation et la puissance des gisements. La partie souterraine de l'exploitation de la mine du Puy des Angles se faisait par un éclairage à la torche, qui a laissé un nuage de suie au sommet de la galerie. À d’autres endroits de la galerie, des puits de jour assuraient ventilation et éclairage.

## Politique et administration

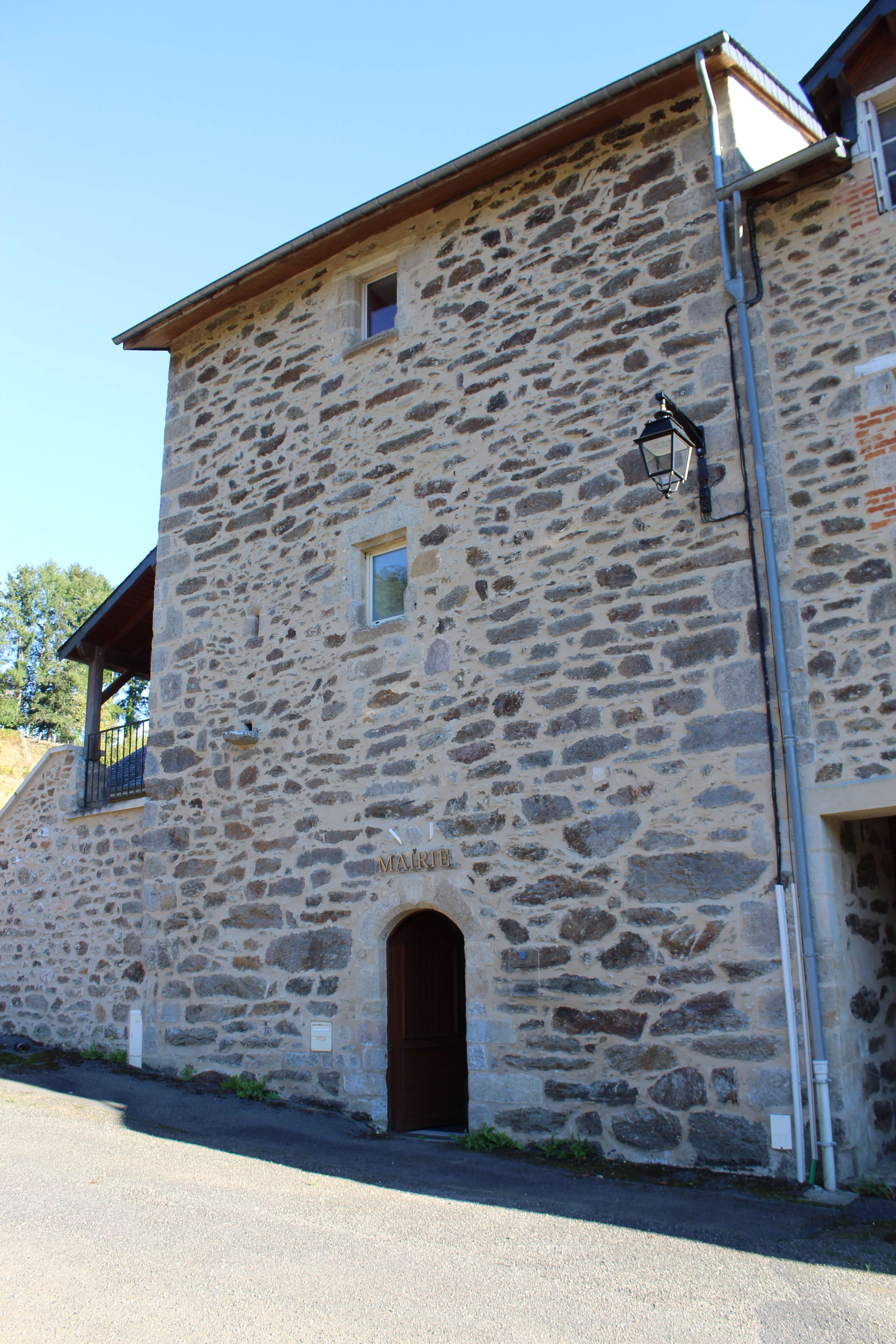
La mairie.

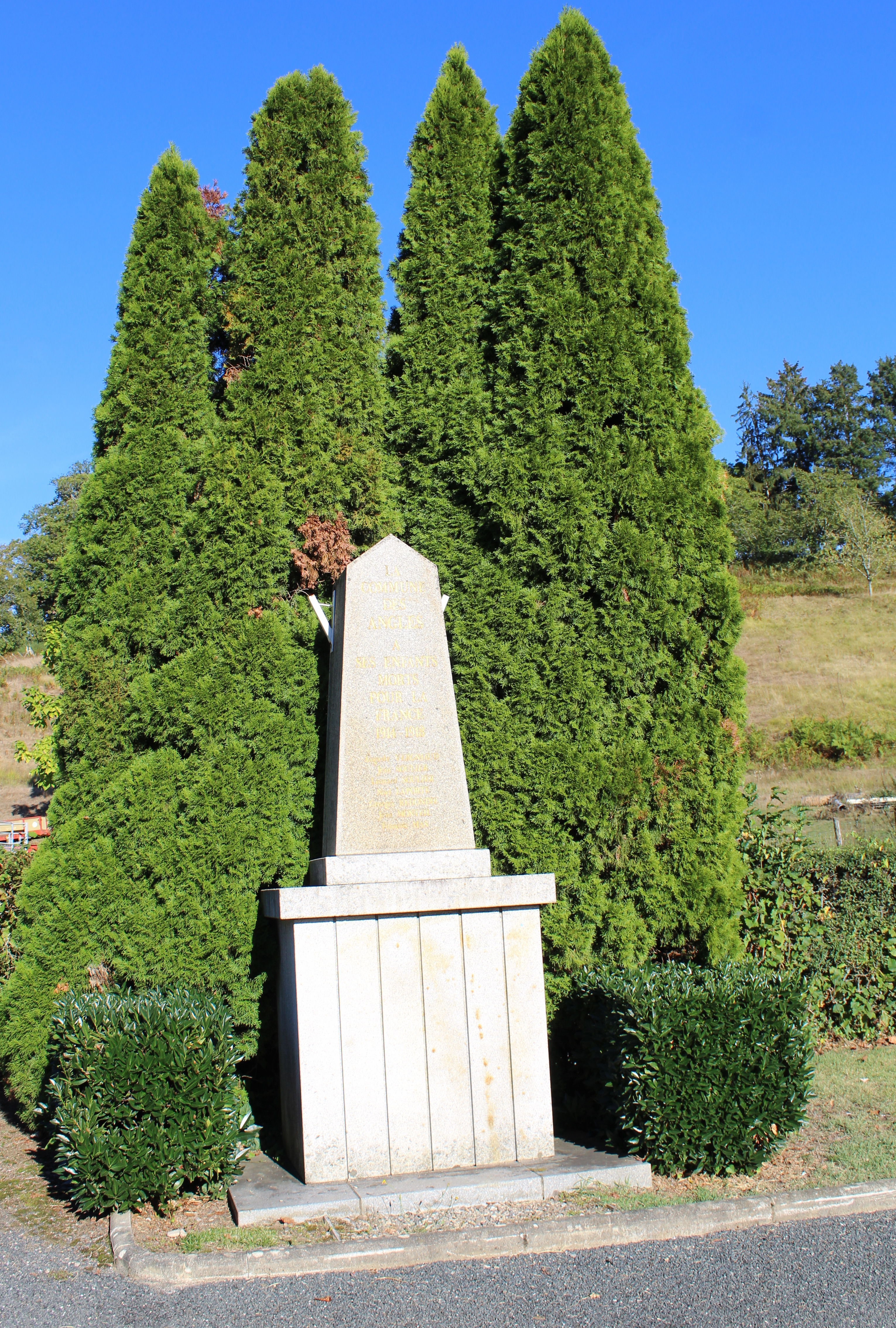
Le monument aux morts.

| Période    | Période  | Identité          | Étiquette | Qualité  |
| ---------- | -------- | ----------------- | --------- | -------- |
| avant 1981 | ?        | Pierre Magnaudeix |           |          |
| mars 2001  | En cours | Christian Dumond  |           | Retraité |

## Démographie
L'évolution du nombre d'habitants est connue à travers les recensements de la population effectués dans la commune depuis 1793. Pour les communes de moins de 10 000 habitants, une enquête de recensement portant sur toute la population est réalisée tous les cinq ans, les populations de référence des années intermédiaires étant quant à elles estimées par interpolation ou extrapolation. Pour la commune, le premier recensement exhaustif entrant dans le cadre du nouveau dispositif a été réalisé en 2008.

En 2022, la commune comptait 126 habitants, en évolution de +15,6 % par rapport à 2016 (Corrèze : −0,59 %, France hors Mayotte : +2,11 %).
| 1793 | 1800 | 1806 | 1821 | 1831 | 1836 | 1841 | 1846 | 1851 |
| ---- | ---- | ---- | ---- | ---- | ---- | ---- | ---- | ---- |
| 150  | 153  | 130  | 170  | 200  | 150  | 150  | 142  | 160  |

| 1856 | 1861 | 1866 | 1872 | 1876 | 1881 | 1886 | 1891 | 1896 |
| ---- | ---- | ---- | ---- | ---- | ---- | ---- | ---- | ---- |
| 147  | 164  | 133  | 124  | 132  | 135  | 130  | 144  | 153  |

| 1901 | 1906 | 1911 | 1921 | 1926 | 1931 | 1936 | 1946 | 1954 |
| ---- | ---- | ---- | ---- | ---- | ---- | ---- | ---- | ---- |
| 127  | 135  | 123  | 112  | 91   | 91   | 78   | 78   | 66   |

| 1962 | 1968 | 1975 | 1982 | 1990 | 1999 | 2006 | 2008 | 2013 |
| ---- | ---- | ---- | ---- | ---- | ---- | ---- | ---- | ---- |
| 72   | 72   | 66   | 94   | 111  | 108  | 103  | 101  | 106  |

| 2018 | 2022 | - | - | - | - | - | - | - |
| ---- | ---- | - | - | - | - | - | - | - |
| 115  | 126  | - | - | - | - | - | - | - |

## Lieux et monuments
- Église de la Nativité-de-Notre-Dame des Angles-sur-Corrèze.

La place du village (puits pour les bovins) nous fait voir un bel ensemble église/mairie/école, en pierre de taille. Cet ensemble pourrait dater de 1790. L'école n'a plus d'élèves, et l'église est peu fréquentée.
À quelques kilomètres, à pied, en redescendant du village vers la Corrèze, à gauche avant le virage à droite, un chemin mène aux magnifiques cascades de Gimel, et bien sûr au village, doté d'une vue imprenable. Toujours de la place du village, en face du puits, un petit sentier dans les sous-bois mène sur les hauteurs en direction de la RN 89 avec de très beaux paysages à l'arrivée.

## Galerie: église Notre-Dame

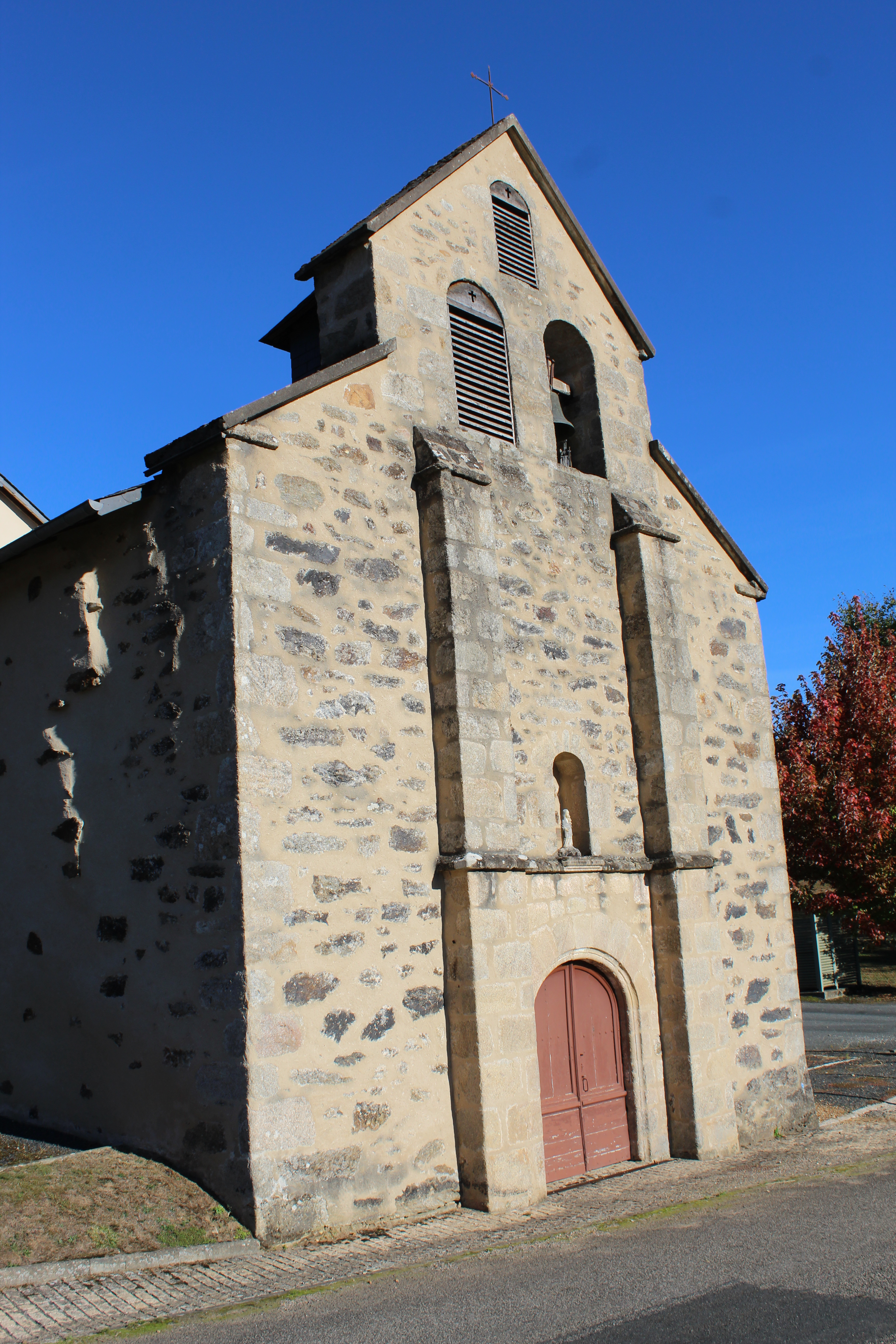
Façade de l'église avec son clocher-mur.
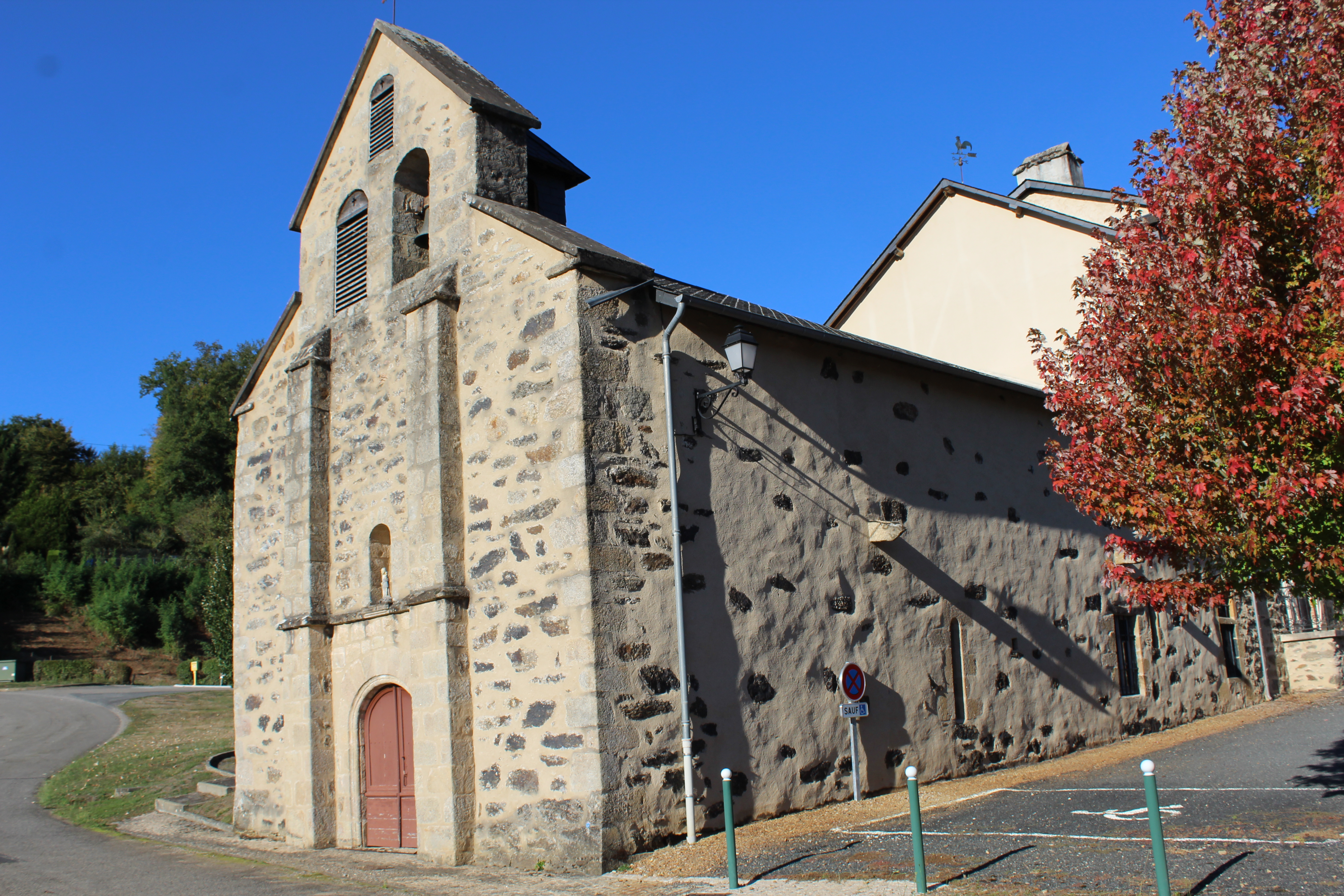
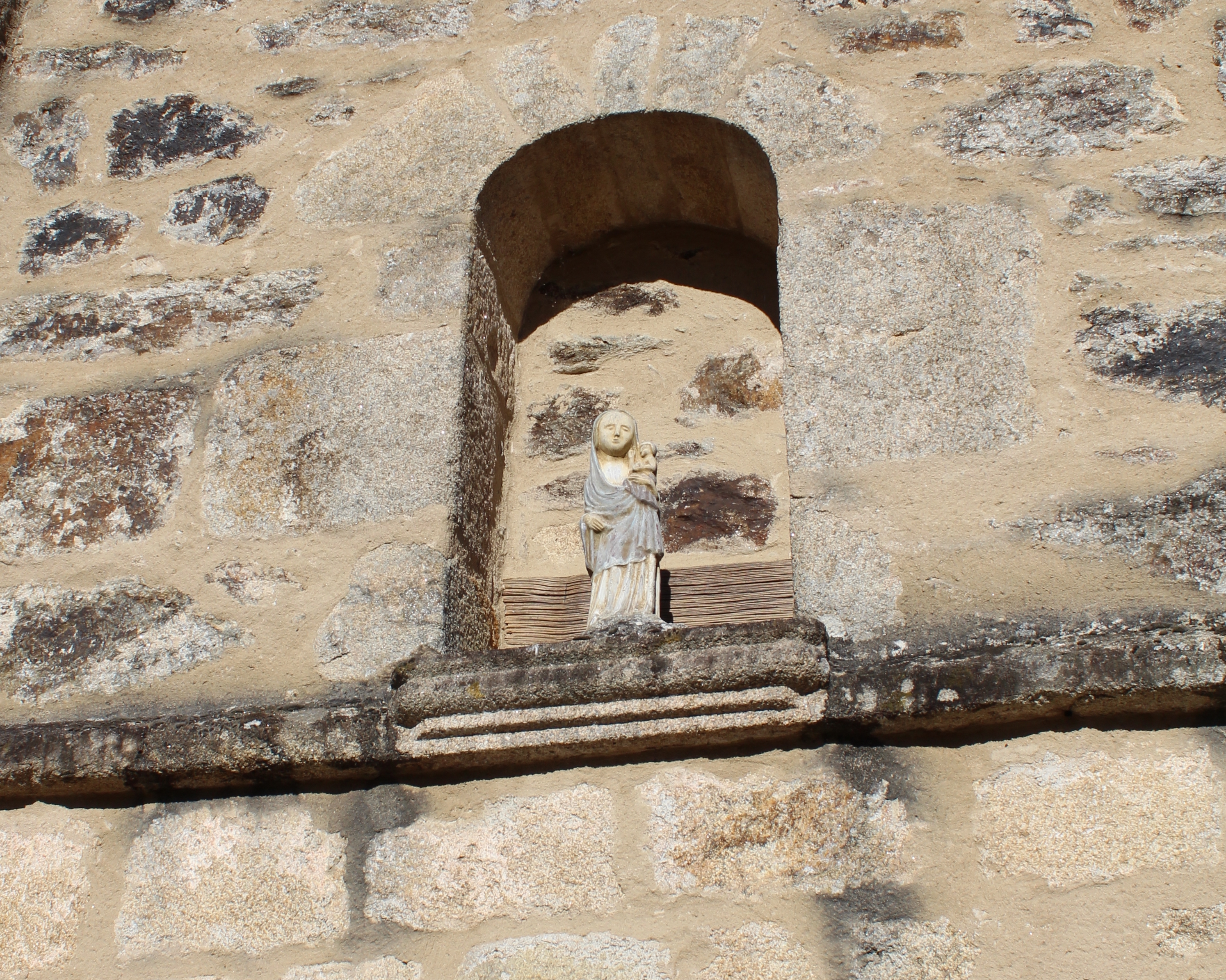
Statue de la Vierge à l'Enfant insérée dans une niche.
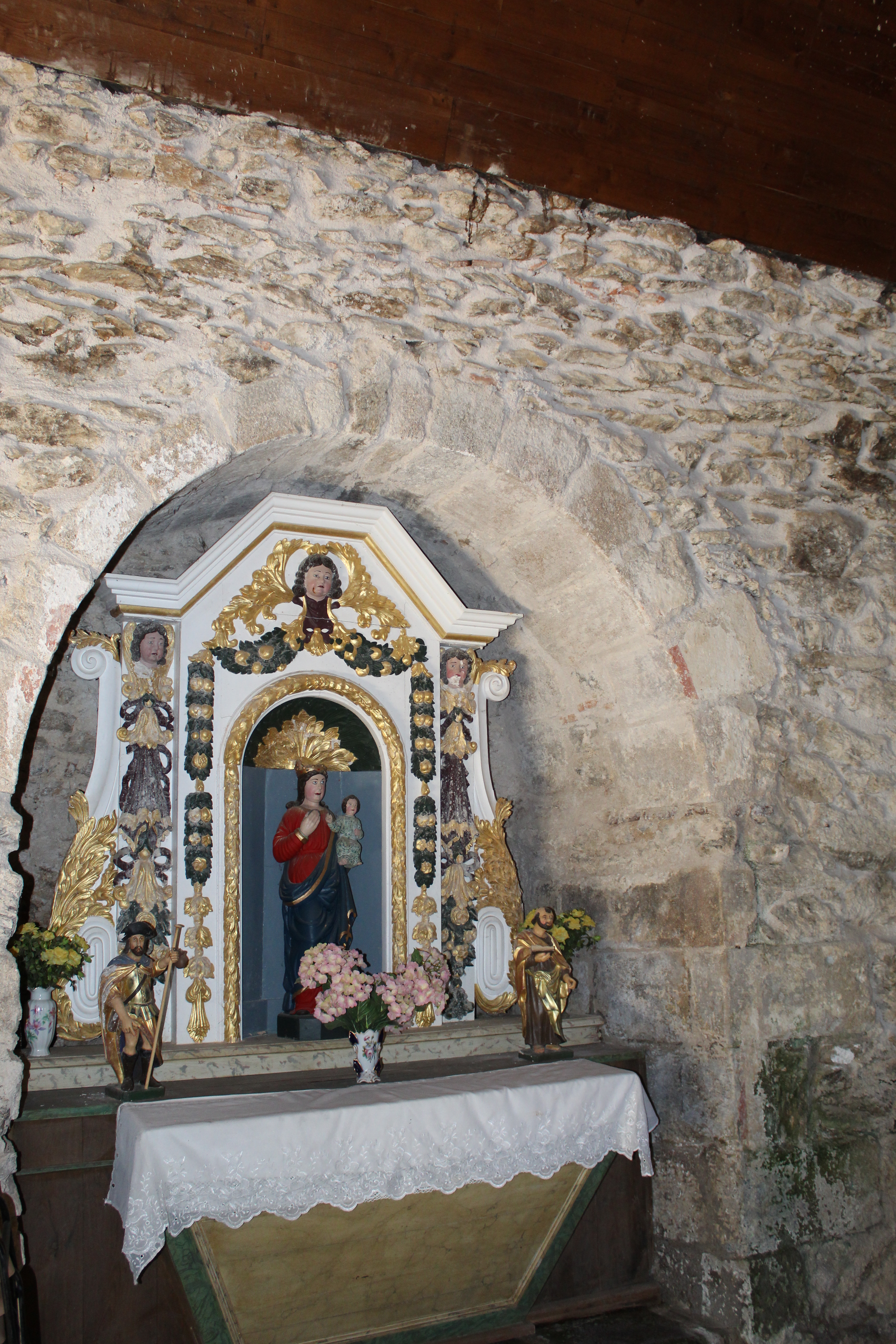
Intérieur de l'église.

## Héraldique
| Blason de Angles-sur-Corrèze (Les) | Blason  | D'azur à un rais d'escarboucle d'or.             |
| Blason de Angles-sur-Corrèze (Les) | Détails | Le statut officiel du blason reste à déterminer. |